# Путнянський літопис
Путнянський літопис (рум. Letopisețul de la Putna), справжня назва «Коротке сказання про молдавських господарів» (рум. Povestire pe scurt despre domnii Moldovei, церк.-слов. Сказанїє въ кратцѣ o моʌдавскыхь господарєнь) — молдавський літопис, написаний церковнослов'янською мовою. Нині вважається втраченим, проте зберігся у двох копіях.

## Історія
Одна з копій Путнянського літопису, яка, на думку мовознавця Йоана Богдана, належить ченцю Азарію, зберігається в Санкт-Петербурзі. Богдан також дав твору найменування Letopisețul de la Putna, під яким він зараз відомий, припускаючи, що незбережений оригінал міг бути написаним у Путнянському монастирі. Як Йоан Богдан, так і Ніколае Йорга, вважали, що Путнянський літопис є списком (копією) Letopisețul de la Bistrița. Події, описані в цій копії, завершуються 1518 роком.
Інша копія була написана монахом Ісаєю. Події в ній завершуються 1525 роком. Копія увійшла до польського збірника, який зберігався у фондах Бібліотеки Київської духовної академії.

## Зміст
«Коротке сказання про молдавських господарів» починається від «створення світу», а далі — 1359 роком, відколи «з волі Божої» почалося існування Молдавського князівства. Далі містяться оповіді про молдавських господарів, розміщені у хронологічному порядку від Драгоша I до Штефана III Великого.